# Via Imperii
Die Via Imperii war eine von mehreren Reichsstraßen des heiligen oder römischen Reiches. Andere Beispiele sind die Via Regia, die Via Carolina, die Hellwege, die Burgunderstraße und die Via Francigena. Wie diese unvollständige Zusammenstellung andeutet, wurde durch Lokalpatriotismus und Tourismuswerbung die allgemeine Bezeichnung von Fernhandelsstraßen zum Namen einer einzigen Route. Die sogenannte Via Imperii verlief in Nord-Süd-Richtung von Stettin nach Rom. Ob sie von Danzig oder Königsberg ausging, ist zweifelhaft, beide Städte lagen außerhalb des Römischen Reiches, und die wichtigste Handelsroute von Polen nach Süden führte durch die Mährische Pforte.
Der Name bedeutet Reichsstraße (die Straße, die vom Reiche kommt).

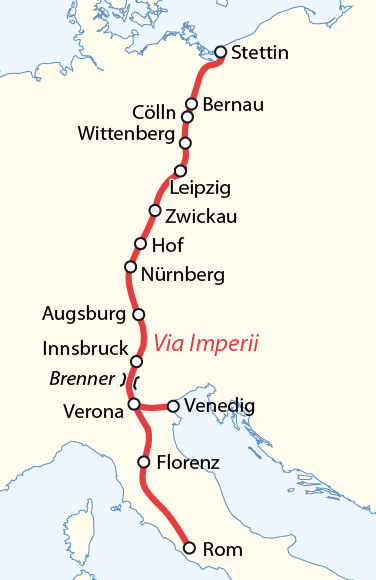
Verlauf der Via Imperii

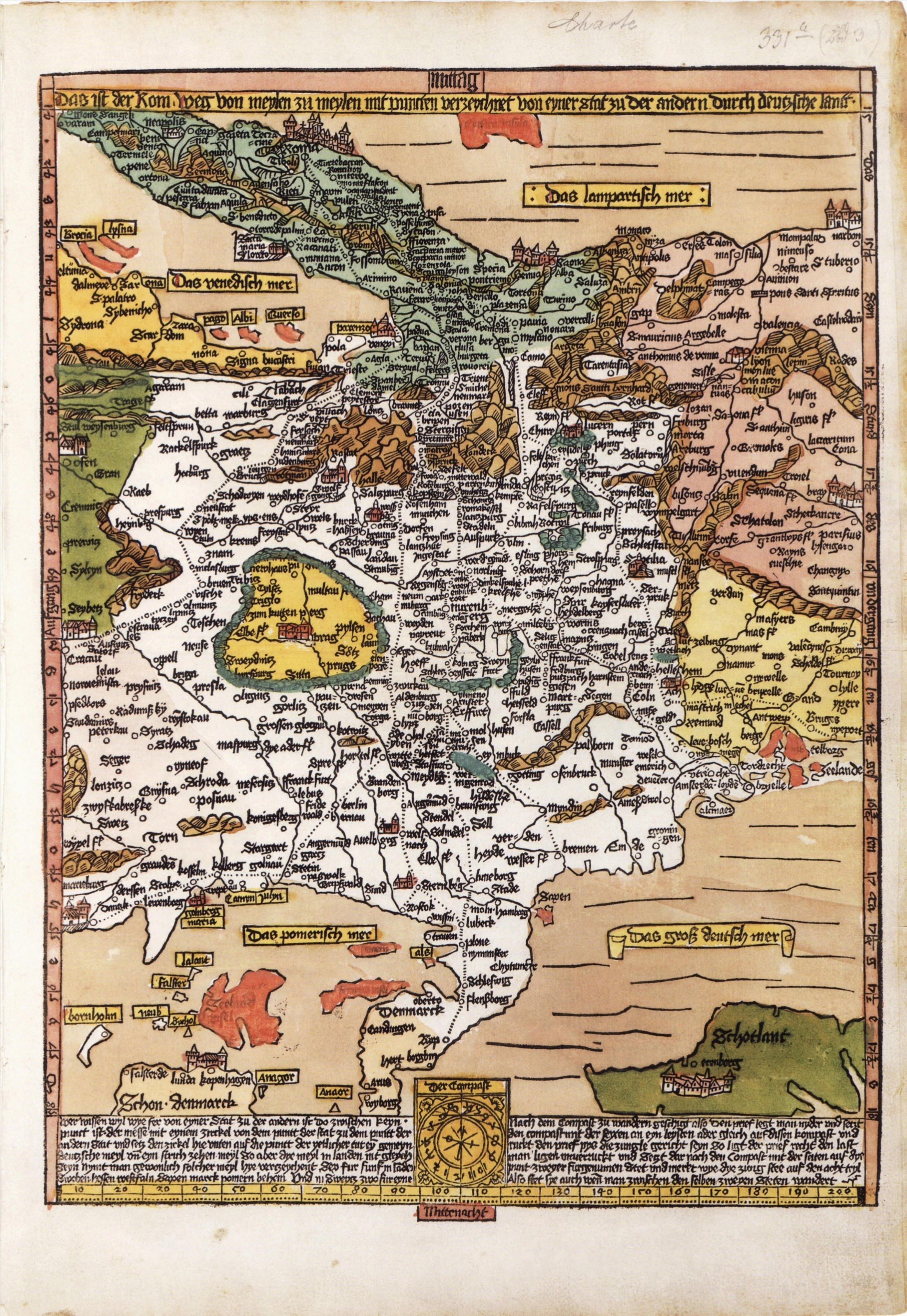
Die Via Imperii von Rom (in der Karte oben) bis Stettin auf der Romweg-Karte des Erhard Etzlaub aus dem Jahr 1500

## Verlauf
- Stettin
- Bernau
- Cölln/Berlin
- Wittenberg
- Leipzig – Kreuzung mit der Via Regia
- Connewitz
- Markkleeberg
- Borna
- Regis
- Altenburg
- Ponitz
- Zwickau
- Reichenbach im Vogtland
- Plauen
- Hof
- Münchberg
- Gefrees
- Berneck
- Bayreuth
- Pottenstein
- Gräfenberg
- Nürnberg
- Schwabach
- Weißenburg
- Donauwörth
- Augsburg
- Landsberg am Lech
- Schongau
- Rottenbuch
- Bad Bayersoien
- Saulgrub
- Oberammergau
- Ettal
- Oberau
- Farchant
- Partenkirchen
- Mittenwald
- Seefeld in Tirol
- Innsbruck
- Matrei
- Brennerpass
- Sterzing
- Brixen
- Bozen
- Trient – Abzweig durch das Val Sugana nach Venedig
- Verona – Abzweig nach Venedig
- Florenz
- Rom

An ihrer Kreuzung mit der Via Regia entstand der „Ort bei den Linden“, das heutige Leipzig. Von Rom bis Oberau im südlichsten Bayern entspricht ihr Verlauf dem der Römerstraße Via Raetia.
Die gleichen Städte werden heute in Italien ab Verona durch die Staatsstraße 12 verbunden, in Österreich durch die Brennerstraße und die Seefelder Straße über den Seefelder Sattel, in Deutschland durch die Bundesstraße 2 (Ausnahme: die Strecke zwischen Oberau und Augsburg entspricht der B 23 und der B 17 und die Route von Hof nach Leipzig dem Verlauf der B 173 und der B 93).

## Bedeutung
Wie alle großen Straßen des Reiches hatte auch die Via Imperii eine hohe wirtschaftliche Bedeutung, sie war durch Straßenzwang (Benutzung vorgeschriebener Straßen) privilegiert, gut ausgebaut und mit Zöllen belegt. Um 1430 wurden mit 6500 Frachtwagen pro Jahr über 90 Prozent des Fernhandelsverkehrs zwischen Augsburg und der Republik Venedig über die auch „untere Straße“ genannte Route abgewickelt. Wie auf der Via Regia fanden Pilgerfahrten statt, unter anderem aus Altenburg.

## Pilgerweg
Seit 2015 führt der Jakobsweg „Via Imperii“ von Stettin über Berlin, Leipzig und Zwickau nach Hof.